# Козак-квест
Козак-квест — патріотична спортивна гра, що ставить за мету національно-патріотичне та військове виховання молоді, загартування, відродження традицій українського козацтва. 

## Ідея
За легендою квесту, цариця Катерина II, зруйнувавши Запорізьку Січ, хотіла знищити також і козацькі клейноди. Проте, вражена красою козацьких святинь, наказала заховати їх якнайдалі, а шлях до схованки всіяти пастками.
Перед учасниками змагань стоїть завдання — подолати перепони, обійти пастки та повернути козацькі клейноди. Для цього їм будуть потрібні сила, спритність, розум та командна підтримка. Команди мають за обмежений час (3-5 годин), маючи карти з координатами змагальних майданчиків, пройти якомога більше випробувань та здобути максимум балів.
Майданчики в грі бувають двох типів — індивідуальні (коли одному або декільком учасникам команди треба виконати певне завдання) або парні (коли необхідно змагатися із учасниками команди-суперника). Іноді координати майданчиків не вказані і їх треба знайти за підказками за допомогою GPS-координат. 

## Організатори
Організатором проведення квесту є Громадська спілка "Центр національно-патріотичного виховання" (Київ) та Братство козацького бойового Звичаю "Спас" (Київ), діяльність яких присвячена збереженню та поширенню серед молоді як воїнських традицій українського козацтва, так і української культури загалом. Ініціатор квесту — Вадим Васильчук. Організатор - Євген Квасков. До участі у проведенні гри також залучаються інші громадські організації.

## Історія

### 2008—2013
«Козак-квест» було започатковано в 2008 році як частину фестивалю козацького бойового звичаю «Гайдамака». Змагання з патріотичного вишколу-гри «Козак-квест» відбувались щороку 14 жовтня, в День українського козацтва. Учасниками змагань могли стати команди молоді у складі 5-ти чоловік. Саме в цей період було вироблено основні засади проведення змагань, вправи та змагальні майданчики, а також методи суддівства та оцінки. Місцем проведення «Козак-квесту» традиційно був Труханів острів.

### 2015
Квест 2015 року став першим, кількість учасників якого перевищила 1500 чоловік. До участі було залучено школярів Києва. Кожна школа могла виставити одну або більше команд. Для допущення до участі в змаганнях команда мала відповідати таким критеріям:
- кількість учасників — 10 чоловік, з них не менше 3-х — дівчата;
- учасники — учні 9-11 класів однієї з шкіл міста Києва;
- команда заповнила реєстраційну форму на офіційному сайті «Козак-квесту».

Змагання відбувались в два етапи.
На першому етапі пройшли змагання серед команд шкіл кожного з районів Києва. Команди, що посіли 1-ше, 2-ге та 3-тє місця районних змагань, виходили у другий етап — фінал Києва. Змагання по районах Києва пройшли на території Труханова острова за таким графіком:
1. Печерський район — 10 жовтня 2015 р.;
2. Шевченківський район — 11 жовтня 2015 р.;
3. Деснянський район — 17 жовтня 2015 р.;
4. Дніпровський район — 18 жовтня 2015 р.;
5. Дарницький район — 31 жовтня 2015 р.;
6. Голосіївський район — 1 листопада 2015 р.;
7. Солом'янський район — 7 листопада 2015 р.;
8. Святошинський район — 8 листопада 2015 р.;
9. Подільський район — 14 листопада 2015 р.;
10. Оболонський район — 15 листопада 2015 р.

За підсумками районних змагань на другий етап — фінал Києва — вийшло 29 команд. Фінал Києва відбувся 17 квітня 2016 року на території парку «Муромець». Переможцями фіналу Києва з патріотичного вишколу-гри «Козак-квест 2015» стали:
1. «Кмітливі» (Гімназія № 59 ім. Бойченка, Голосіївський район);
2. «Метал» (Центр дитячо-юнацької творчості Дніпровського району);
3. «Київські раки» (Школа І-ІІІ ступенів № 1, Шевченківський район).

«Козак-квест 2015» відбувся за підтримки Міністерства освіти і науки України.

### 14-15 травня 2016-го, Харків
Всеукраїнська акція, спрямована на формування ціннісних орієнтирів і громадянської свідомості, «Козак-квест» пройшла в Харкові 14-15 травня 2016 р. Учасниками змагань стали студенти найбільших вищих навчальних закладів Харкова. Загальна кількість учасників перевищила 200 чоловік у складі 20-ти команд. Місцем проведення заходу став парк «Зелений Гай».
Переможці:
1. команда Військово-юридичного факультету Національного юридичного університету ім. Ярослава Мудрого;
2. команда Харківського університету Повітряних Сил ім. І.Кожедуба;
3. команда Цивільного корпусу «Азов».

Квест в Харкові був проведено за підтримки Міністерства молоді та спорту України та Департаменту у справах молоді та спорту Харківської обласної державної адміністрації.

### 2016
Районний етап змагань відбувся за таким графіком:
1. Оболонський район — 17 вересня 2016 року, Труханів острів;
2. Подільський район — 18 вересня 2016 року, Труханів острів;
3. Голосіївський район — 24 вересня 2016 року, Голосіївський парк;
4. Солом'янський район — 25 вересня 2016 року, Голосіївський парк;
5. Деснянський район — 8 жовтня 2016 року, парк Перемога;
6. Дніпровський район — 9 жовтня 2016 року, парк Перемога;
7. Святошинський район — 12 листопада 2016 року, парк Нивки;
8. Шевченківський район — 13 листопада 2016 року, парк Нивки;
9. Дарницький район — 19 листопада, парк Партизанської слави;
10. Печерський район — 20 листопада, парк Партизанської слави.

За підсумками районних змагань до фіналу Києва, що відбудеться навесні 2017 року, вийшли 32 команди. 